# Conflito das Ordens

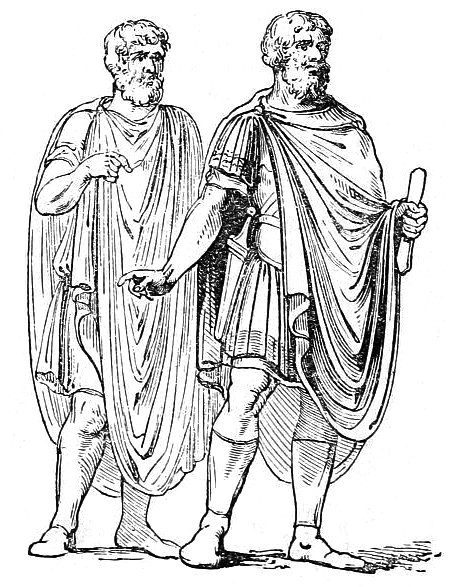
Representação de dois cônsules romanos. Durante o Conflito das Ordens, os plebeus lutaram pelo direito de ocupar esse cargo, que inicialmente era exclusivo da elite patrícia.

O Conflito das Ordens foi uma disputa política entre plebeus ("comuns") e patrícios ("aristocratas") na antiga República Romana e que durou de 494 até 287 a.C., no qual os plebeus lutaram por igualdade política com os patrícios. O conflito teve um papel preponderante no desenvolvimento da Constituição republicana. Logo depois da fundação da república, o conflito levou à primeira das muitas secessões da plebe, na qual os plebeus se retiraram da cidade e se reuniram no monte Sacro justamente numa época de guerra, o que levou à criação do cargo de tribuno da plebe, o que representou a primeira partilha de poder entre as ordem tradicionais romanas até então.
A princípio, apenas os patrícios podiam concorrer nas eleições para cargos políticos, mas, com o tempo, estas leis foram sendo revogadas e, no final do conflito, todos os cargos estavam disponíveis para o plebeus. Como a maioria dos indivíduos eleitos para cargos políticos eram admitidos no Senado Romano, este desenvolvimento ajudou a transformar o senado, de um corpo exclusivamente patrício para um outro misto. No mesmo período, foi criada uma assembleia legislativa exclusivamente plebeia, o Conselho da plebe, que foi adquirindo cada vez mais poder. Quando ela foi criada, seus atos (os "plebiscitos") se aplicavam apenas aos plebeus, mas, depois de 339 a.C., com a aprovação das Leges Publiliae pelo ditador Quinto Publílio Filão, suas leis passaram a obrigar plebeus e patrícios, com os senadores mantendo o direito de veto sobre todas as medidas aprovadas pelo Conselho.
Foi só apenas em 287 a.C. que os senadores patrícios perderam o último poder que tinham sobre o Conselho da Plebe. Porém, a aristocracia patrício-plebeia formada no senado ainda detinha meios de controlar o Conselho, especialmente as relações próximas entre os tribunos da plebe e os senadores. Apesar deste ato ter representado o final do Conflito das Ordens, com a plebe finalmente alcançando a igualdade plena com os patrícios, o destino do plebeu médio não mudou. Um pequeno número de famílias plebeias aristocráticas emergiu e a maioria dos políticos plebeus vinha destas famílias. Como esta nova aristocracia era baseada na estrutura da sociedade, a única mudança real só poderia vir através de uma revolução, que aconteceu em 49 a.C., quando Júlio César cruzou o Rubicão e deu início à guerra civil que levaria ao final da República Romana e à implantação do Império Romano.

## Era patrícia (494–367 a.C.)
Em 494 a.C., Roma estava em guerra contra três tribos itálicas (équos, sabinos e volscos), mas os soldados plebeus se recusaram a marchar contra o inimigo e, ao invés disto, secederam e se reuniram no monte Sacro, fora de Roma. Um acordo foi negociado e os patrícios concordaram que os plebeus teriam direito de eleger seus próprios oficiais, que eles chamaram de tribunos plebeus (em latim: "tribuni plebis") e edis plebeus (em latim: "edil").
Durante os primeiros anos da república, os plebeus não podiam ocupar cargos magisteriais. Tecnicamente, nem tribunos e nem edis eram tecnicamente magistrados, pois eram eleitos unicamente pelos votos plebeus e não por plebeus e patrícios. Com seu poder de interpor vetos a qualquer decisão do Senado ou das assembleias do povo, os tribunos tentavam bloquear leis desfavoráveis à sua ordem enquanto os patrícios frequentemente contra-atacavam conseguindo o apoio de um ou mais dos outros tribunos. Um exemplo disto ocorreu em 448 a.C., quando apenas cinco tribunos foram eletos; segundo a tradição e pressionados pelos patrícios, eles cooptaram cinco outros colegas, dois dos quais patrícios. A possibilidade de os patrícios tentarem esta tática novamente no futuro ou mesmo tentarem obter os cargos para si para evitarem que tribunos plebeus exercessem seus direitos levaram à aprovação da Lex Trebonia, que proibia a co-optação de tribunos no futuro.
Logo depois da fundação da república, a Assembleia das centúrias se tornou a mais importante das assembleias romanas, nas quais os magistrados eram leitos, leis eram aprovadas e julgamentos eram realizados. Na mesma época, os plebeus se reuniam numa "Assembleia curiata plebeia", uma reunião informal que deu origem mais tarde ao Conselho da plebe. Como eles se organizavam com bases nas cúrias (baseadas, por sua vez, nas gentes), a plebe permanecia dependente de seus patronos patrícios. Em 471 a.C., uma lei foi aprovada pelo tribuno Volerão Publílio, a Lex Publilia Voleronis, que permitiu que os plebeus se organizassem por tribo e não por cúria. Nasceu a Assembleia tribal plebeia, independente dos patrícios.
Durante a monarquia romana, o rei tinha a prerrogativa de nomear dois questores para servir como seus assistentes e, depois da fundação da república, os cônsules mantiveram esse poder. Porém, em 447 a.C., segundo Cícero, os questores começaram a ser eleitos pela Assembleia tribal, que era presidida por um magistrado patrício. Aparentemente, esta foi a primeira Assembleia conjunta entre patrícios e plebeus e, por isso, uma vitória para os plebeus. Apesar dos patrícios terem ganhado o direito de votar numa assembleia conjunta, nunca houve muitos patrícios em Roma. Por isto, a maioria era sempre de plebeus e, ainda assim, qualquer magistrado eleito por uma assembleia conjunta tinha jurisdição sobre plebeus e patrícios. Portanto, pela primeira vez, os plebeus aparentemente adquiram, de forma indireta, alguma autoridade sobre os patrícios. A maior parte dos relatos da época sobre uma "assembleia de tribos" são referências claras ao Conselho da plebe, porém. A distinção entre a Assembleia tribal (que seria um corpo conjunto entre patrícios e plebeus) e o Conselho da plebe (exclusivo da plebe) não é muito clara nos relatos contemporâneos e, por isto, a própria existência de uma Assembleia tribal conjunta só pode ser inferida através de evidências indiretas.
Em 445 a.C., o tribuno da plebe, Gaio Canuleio, exigiu a criação da lex Canuleia, lei que permitia o casamento entre plebeus e patrícios. No entanto, é importante salientar que o casamento entre as duas classes já seria uma situação comum, por isso, a lei apenas pretendeu tornar a situação legal. Além disso, Canuleio também exigiu, pela primeira vez, o direito dos plebeus se candidatarem às eleições do consulado, o mais alto magistrado da República Romana. Os patrícios aceitaram a primeira exigência, mas recusaram conceder-lhes o direito de serem cônsules. No final, uma solução intermediária foi acordada: apesar do consulado ter ficado fora do alcance dos plebeus, a autoridade de comando consular (em latim: "imperium") foi concedida a um seleto grupo de tribunos militares. Estes indivíduos, chamados de tribunos consulares (em latim: "tribuni militares consulari potestate" ou "tribunos militares com poderes consulares"), eram eleitos pela Assembleia das centúrias, a assembleia dos membros do exército, plebeus e patrícios, e o senado tinha poder de veto sobre qualquer nome eleito. Esta foi a primeira das muitas tentativas dos plebeus em sua luta por igualdade de direitos políticos com os patrícios.
Começando por volta de 400 a.C., uma série de guerras foram travadas contra várias tribos vizinhas, especialmente équos, volscos, latinos e veios). Os plebeus, sem direitos políticos, lutavam no exército enquanto a aristocracia patrícia gozava dos resultados das conquistas. Os plebeus, na época já fartos e descrentes, exigiram concessões reais e, com este objetivo, os tribunos Caio Licínio Estolão e Lúcio Sêxtio passaram uma lei, em 367 a.C., chamada "Lex Licinia Sextia", para amenizar as duras condições financeiras que afligiam os plebeus. Porém, a lei também exigia a eleição de pelo menos um cônsul plebeu por ano. A abertura do consulado aos plebeus foi provavelmente a causa de uma concessão aos patrícios no ano seguinte, a criação dos cargos de pretor e edil curul, restritos a membros de sua ordem.

## Fim do Conflito das Ordens (367–287 a.C.)
Nas décadas seguintes à passagem da Lex Licinia Sextia, em 367 a.C., uma série de leis foram aprovadas que efetivamente concederam aos plebeus a igualdade política com os patrícios. A era patrícia, porém só chegou ao fim em 287 a.C., com a passagem da "Lex Hortensia" pelo ditador Quinto Hortênsio depois da terceira secessão da plebe. Quando o cargo de edil curul foi criado, somente patrícios poderiam ocupá-lo. Porém, um acordo pouco usual foi firmado entre plebeus e patrícios: o edil curul seria patrício num ano e plebeu no ano seguinte. Porém, este acordo também foi abandonado e esta magistratura também seu abriu aos plebeus. Além disto, depois que o consulado foi aberto aos plebeus, eles conquistaram adicionalmente o poder de facto de ocuparem as posições de ditador e censor, magistraturas disponíveis apenas aos ex-cônsules. Em 356 a.C. foi nomeado o primeiro ditador plebeu, Caio Márcio Rutilo, e, em 339 a.C., os plebeus ajudaram na aprovação das Leges Publiliae, que exigia que um dos dois censores eleitos a cada cinco anos fosse plebeu. Dois anos depois, o primeiro pretor plebeu, Quinto Publílio Filão, foi eleito. Além disto, durante este período, os tribunos da plebe, e os senadores se aproximaram muito, especialmente por que estes perceberam que precisavam daqueles para conquistarem seus objetivos. Desta forma, para conquistarem os tribunos, os senadores deram a eles cada vez mais poder e eles, como seria de se esperar, passaram a ter dívidas de gratidão para com os senadores. Conforme os dois grupos se aproximavam, os senadores plebeus geralmente conseguiam assegurar o tribunato para membros de suas famílias e, com o tempo, o tribunato passou a ser mais um degrau de uma carreira política ("cursus honorum") vitoriosa.
Durante o período monárquico, o rei de Roma nomeava os novos senadores através de um processo chamado "lectio senatus", mas depois da queda da monarquia, os cônsules mantiveram este poder. Por volta de meados do século IV a.C., porém, o Conselho da plebe aprovou o chamado "Plebiscito Oviniano" (em latim: "plebiscitum Ovinium"), que passou este poder para os censores e codificou adequadamente uma prática costumeira, a nomeação de qualquer novo magistrado eleito ao Senado pelos censores. Apesar deste não ser um requisito absoluto, a letra da lei era tão estrita que os censores raramente desobedeciam. A data exata da aprovação desta lei é desconhecida, mas é provável que tenha sido entre a abertura da magistratura de censor aos plebeus, em 339 a.C., e o primeiro "lectio senatus" realizado por um censor conhecido (em 312 a.C.). Nesta época, os plebeus já ocupavam uma significativa porção dos cargos magisteriais e, por isso, o número de senadores plebeus já havia crescido consideravelmente. Era, provavelmente, uma simples questão de tempo antes de os plebeus assumirem a maioria no Senado Romano.
Neste novo sistema, novos magistrados eleitos eram considerados automaticamente membros do Senado, mas ainda assim era muito difícil para um plebeu de família desconhecida tornar-se um senador. Quando um membro de uma família desconhecida (em latim: "ignobilis") era eleito para uma magistratura, era geralmente por causa de alguma característica específica do indivíduo, como foi o caso tanto de Caio Mário quanto de Cícero. Diversos fatores geravam esta dificuldade, especialmente a presença de uma nobreza muito antiga, o que apelava ao profundo respeito dos romanos pelo passado. Além disso, eleições eram caras e nem senadores e nem magistrados eram pagos. Além disso, os gastos incorridos pelos magistrados enquanto estavam a serviço do estado romano não eram reembolsadas. Por isso, um indivíduo precisava ser rico antes de tentar as magistraturas mais elevadas. Este processo resultou na emergência de uma nova aristocracia patrício-plebeia (em latim: "nobilitas") no lugar da antiga nobreza patrícia, a causa primeira da luta da plebe por seus direitos e a origem do Conflito das Ordens. Esta nova nobreza, porém, era fundamentalmente diferente da antiga, que existia apenas por força de leis que garantiam privilégios aos patrícios e que foi extinta quando estas mesmas leis foram revogadas.
O Conflito das Ordens estava chegando ao fim, pois os plebeus haviam conquistado a igualdade política com os patrícios. Um pequeno número de famílias plebeias atingiram um status similar ao que as antigas famílias patrícias sempre tiveram, mas estes novos aristocratas plebeus não tinham interesse nenhum nas dificuldades do plebeu médio como os antigos aristocratas patrícios tinham. Nesta época, estas dificuldades foram mitigadas pelo constante estado de guerra da República Romana, que geravam emprego, renda e glória para o plebeu médio, além de um senso de patriotismo que praticamente eliminava o risco de uma nova revolta plebeia. Uma das Leges Publiliae, que garantia a eleição de um censor plebeu, continha uma outra provisão: antes dela, uma lei aprovada numa assembleia (o Conselho da plebe, a Assembleia tribal ou a Assembleia das centúrias) só podia tornar-se lei depois que os senadores patrícios a aprovassem. Esta aprovação ocorria na forma de uma "auctoritas patrum" ("autoridade dos pais" ou "autoridade dos patrícios"). A nova lei alterou o fluxo, exigindo que a aprovação fosse dada antes da lei passar por uma assembleia e não depois que a lei já tivesse sido votada. Não se sabe por que, mas esta modificação parece ter tornado a "auctoritas patrum" irrelevante.
Em 287 a.C., a condição econômica do plebeu médio havia se deteriorado muito, um problema que aparentemente estava ligado ao endividamento e os plebeus passaram a exigir alguma foram de alívio. Os senadores, a maioria deles credores, se recusaram a atender qualquer demanda neste sentido e o resultado foi a última secessão da plebe. Todos os plebeus foram para o monte Janículo e, para lidar com a crise, o Senado nomeou um ditador, Quinto Hortênsio, um plebeu. Ele aprovou uma lei, a Lex Hortensia, que acabou com a necessidade do "auctoritas patrum", com exceção de leis a serem votadas na Assembleia das centúrias. A Lex Hortensia também reafirmou o princípio de que uma lei aprovada pelo Conselho da plebe teria força de lei para plebeus e patrícios, uma interpretação que já remontava à aprovação das Leis Valérias ainda no século V a.C. Esta aprovação não deve, porém, ser considerada como uma vitória sobre a aristocracia, pois, através de sua influência sobre os tribunos, o Senado ainda podia controlar o Conselho da plebe. Assim, a importância maior desta lei estava no fato de ter retirado dos patrícios seu último poder sobre os plebeus, mas o resultado foi que o controle definitivo sobre o estado romano não passou para as mãos da democracia e sim as da nova aristocracia patrício-plebeia.

## Historicidade
O relato tradicional tem sido aceito como factual, mas há diversos problemas e inconsistências e praticamente todos os elementos da história são controversos atualmente; alguns estudiosos, como Richard E. Mitchell, defenderam, por exemplo, de que não houve conflito nenhum e que os romanos do período final da República simplesmente interpretaram os eventos de seu passado distante comparando-os às lutas que ocorriam em sua própria época (entre optimates e populares). A raiz do problema é que não existem relatos contemporâneos ao Conflito da Ordem; escritores como Políbio, que pode ter conhecido pessoas cujos avós participaram do conflito, não o mencionam (o que não necessariamente significa muito, pois ele cobriu um período histórico posterior ao conflito em suas obras), enquanto que os demais escritores que citam o conflito, como Lívio ou Cícero, geralmente citam fatos considerados como fato ou fábula com igual disposição e geralmente assumem que as instituições romanas teriam permanecido inalteradas por quase 500 anos. Porém, há diversos autores romanos e gregos que relatam eventos que fizeram parte do Conflito das Ordens e cada um deles se baseou em fontes mais antigas. Por isto, para a história toda ser falsa seria necessário um grande conluio entre eles para distorcer os fatos ou alguma falsificação deliberada da história, o que é extremamente improvável.
Como exemplo, os Fastos nomeiam diversos cônsules com nomes plebeus no século V a.C., quando o consulado supostamente estava aberto apenas aos patrícios, e teses que propõem que gentes patrícias de alguma forma se tornaram plebeias são difíceis de provar. Outra dificuldade é aparente ausência de revoltas armadas; como mostra a história do período republicano tardio, insatisfações muito similares tendiam a levar ao derramamento de sangue rapidamente; Lívio, porém, reduz todo o conflito a debates e, ocasionalmente, uma ameaça de secessão da plebe. Acrescenta-se a este cenário a falta de compreensão clara sobre quem era esta "plebe"; muitos de seus membros eram sabidamente ricos proprietários de terra e a designação de "classe inferior" só surgiu no período tardio.